# Блубелл (Юта)
Блубелл (англ. Bluebell) — переписна місцевість (CDP) в США, в окрузі Дюшен штату Юта. Населення — 278 осіб (2020).

## Географія
Блубелл розташований за координатами 40°21′4″ пн. ш. 110°13′25″ зх. д. / 40.35111° пн. ш. 110.22361° зх. д. (40.351156, -110.223729).  За даними Бюро перепису населення США в 2010 році переписна місцевість мала площу 25,28 км², з яких 25,23 км² — суходіл та 0,05 км² — водойми.

## Демографія
Згідно з переписом 2010 року, у переписній місцевості мешкали 293 особи в 91 домогосподарстві у складі 76 родин. Густота населення становила 12 осіб/км².  Було 99 помешкань (4/км²).
Расовий склад населення:
| - 93,9 % — білих - 4,1 % — вихідців з тихоокеанських островів - 1,4 % — чорних або афроамериканців - 0,3 % — корінних американців |

До двох чи більше рас належало 0,3 %. Частка іспаномовних становила 2,4 % від усіх жителів.
За віковим діапазоном населення розподілялося таким чином: 36,5 % — особи молодші 18 років, 50,2 % — особи у віці 18—64 років, 13,3 % — особи у віці 65 років та старші. Медіана віку мешканця становила 32,3 року. На 100 осіб жіночої статі у переписній місцевості припадало 89,0 чоловіків;  на 100 жінок у віці від 18 років та старших — 102,2 чоловіків також старших 18 років.
Середній дохід на одне домашнє господарство  становив 110 223 долари США (медіана — 91 667), а середній дохід на одну сім'ю — 116 114 долари (медіана — 96 750). Медіана доходів становила 57 000 доларів для чоловіків та 42 083 долари для жінок. 
Цивільне працевлаштоване населення становило 108 осіб. Основні галузі зайнятості: сільське господарство, лісництво, риболовля — 37,0 %, освіта, охорона здоров'я та соціальна допомога — 25,9 %, мистецтво, розваги та відпочинок — 12,0 %, роздрібна торгівля — 5,6 %.